# Teatro Ictus
Teatro Ictus es un teatro ubicado en Santiago de Chile. Fundado en 1955, es la compañía independiente de más larga duración en Chile. Se ubica específicamente en Merced 349, Barrio Lastarria, Santiago de Chile.

## Historia

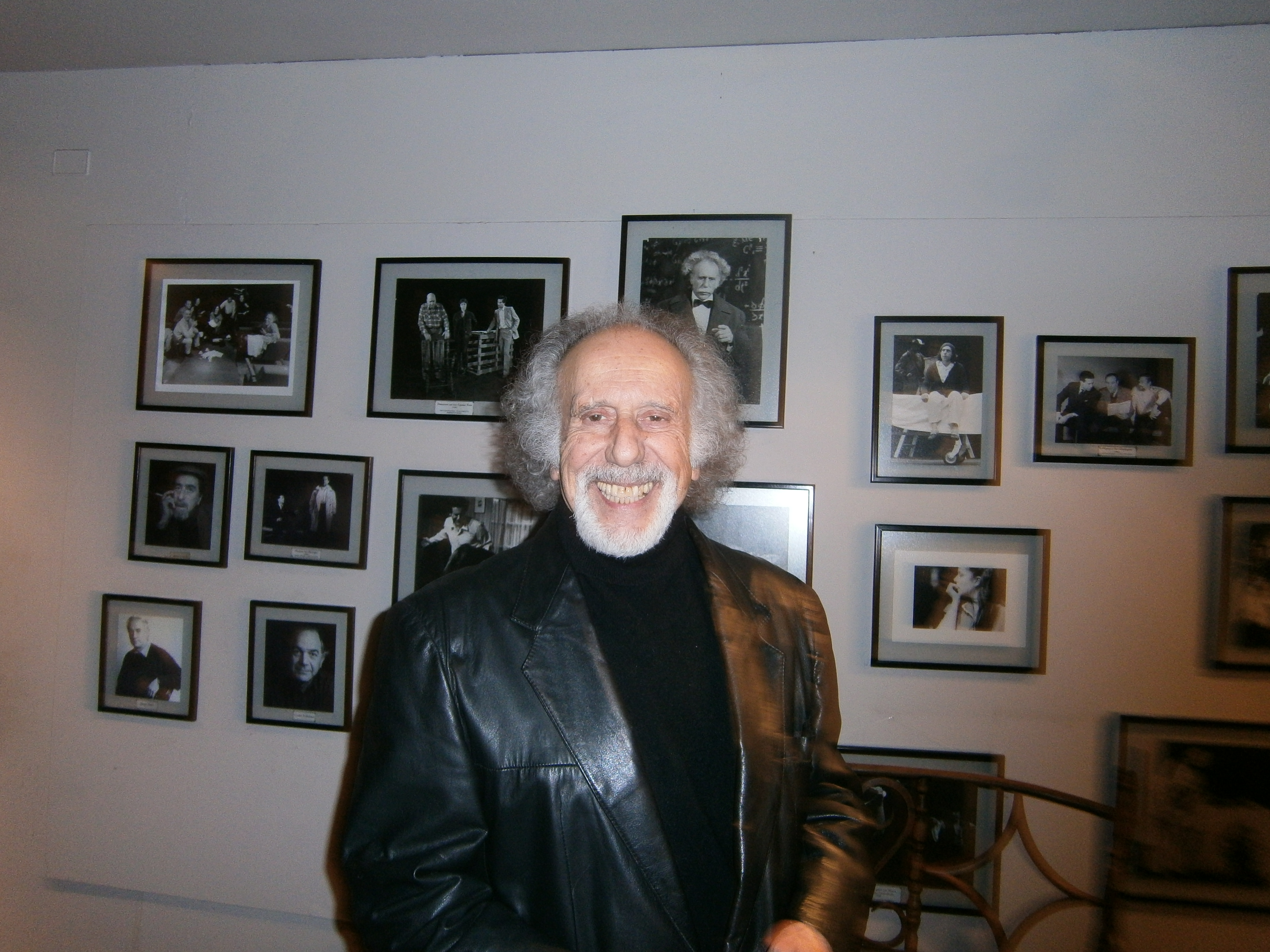
Nissim Sharim, un importante colaborador de la compañía en la galería del teatro.

Desde el comienzo la compañía estaba conformada por alumnos del tercer año de actuación del Teatro de Ensayo de la Universidad Católica (TEUC), conformado por Sonia Azócar, Carmen Undurraga, Marina González, Paz Yrarrázabal, Julio Rubio, Julio Retamal Favereau, Claudio di Girolamo Carlini, Gabriela Ossa, Irene Domínguez, Mónica Echeverría y el profesor de teatro Germán Becker. El primer montaje fue La tertulia de los dos hermanos de Echeverría.
El grupo se había separado de la casa de estudios por diferencias teatrales. Al principio se caracterizó por una búsqueda en el repertorio; sin embargo desde 1962 esa búsqueda se consolidó en un repertorio de teatro contemporáneo. Posteriormente se unieron Jaime Celedón y Jorge Díaz.
La compañía independiente Teatro ICTUS fue establecida jurídicamente en 1959 como una Corporación de Derecho Privado sin fines de lucro. Económicamente se organizó como una cooperativa que se financió, principalmente, con los recursos de la taquilla de la sala La Comedia.
El actor Patricio Contreras dejó la compañía en 1975 para continuar su carrera en Argentina, mientras que los actores Jaime Vadell y José Manuel Salcedo dejaron la compañía en 1976 para crear la compañía La Feria, instalada en una carpa en la cual estrenarían su exitosa obra Hojas de Parra, salto mortal en un acto, repudiada por la dictadura militar y que gatillaría el incendio de su carpa en extrañas circunstancias.
En 2008 el teatro celebró 50 años de existencia junto con diversos actores y compañías del medio local chileno y con un público de alrededor de 7000 espectadores.

## Obras
- 1955 - La tertulia de los dos hermanos (estreno)
- Las suplicantes
- 1959 - La cantante calva
- Pedro, Juan y Diego (estrenada en 1976)
- Lindo país de esquina con vista al mar (estrenada en 1977)
- ¿Cuántos años tiene un día? (estrenada en 1978)
- La mar estaba serena (estrenada en 1981)
- Sueños de mala muerte (estrenada en 1982)
- Lindo país esquina con vista al mar que estaba serena
- Primavera con una esquina rota

## Fundadores
Desde 1955 compañía estaba conformada por alumnos del tercer año de actuación del Teatro de Ensayo de la Universidad Católica (TEUC), estos fueron: 
- Director: Germán Becker,
- Alumnos: Carmen Undurraga, Gabriela Ossa, Irene Domínguez, Julio Rubio, Julio Retamal, Marina González, Paz Yrarrázabal y Sonia Azócar.
- Dramaturgia: Mónica Echeverría
- Escenógrafos: Vittorio y Claudio di Girolamo.

## Emblemáticos
- Claudio di Girolamo (período: 1955-1986)
- Mónica Echeverría (1920-2020)
- Jorge Díaz (1930-2007), período 1960-1969
- Jaime Celedón (1931-2016), período: 1958-2013
- Nissim Sharim (1932-2020), período: 1962-2015
- Delfina Guzmán (período: 1965-1993)

## Otros integrantes
- Carla Cristi periodo (1958-1970)
- Grimanesa Jiménez (1937-2023), período: 1958-1961
- Magdalena Aguirre periodo (1958-1961)
- Montserrat Julió (1929-2017), período: 1958-1961
- Jaime Vadell (1965-1966)
- Nelson Villagra (1965-1966)
- Shenda Román (1965-1966)
- Gustavo Meza (1965-1966)
- José Manuel Salcedo (-1966)
- Maité Fernández (1924-2010), periodo: 1977-1993
- Patricio Contreras (-1975)
- Edgardo Bruna (1943-2017)
- Elsa Poblete
- Héctor Noguera
- Mariel Bravo
- Roberto Poblete (-actualidad)
- José Secall (1949-2021)
- María Elena Duvauchelle (1967-1973, - actualidad)
- Paula Sharim (-actualidad)

## Invitados
- Julio Jung
- Gloria Münchmeyer
- Soledad Pérez
- Cristián García-Huidobro
- Claudia Di Girolamo
- Elsa Poblete
- Jorge Gajardo
- Alejandro Castillo
- Julio Jung Duvauchelle